# Улрих фон Аре
Улрих фон Аре (на немски: Ulrich fon Are; † 6 април/30 май 1197) е граф на Аре-Нюрбург, фогт на абатство Лаах. Основава линията „Аре-Нюрбург“.

## Произход и управление
Той е най-малкият син на граф Дитрих I (Теодорикус фон Аре) (* ок
1105) и съпругата му фон Спонхайм, дъщеря на граф Стефан II фон Спонхайм († 1118) и София фон Хам († ок. 1128). Брат е на Лотар († 1140), граф на Аре, Фридрих II фон Аре († 1168), епископ на Мюнстер (1152 – 1168), Герхард († 1169), пробост в Бон, на Ото († 1162), граф на Аре-Хохщаден, женен за Аделхайд фон Хохщаден, дъщеря на граф Герхард II фон Хохщаден, и на Матилда, омъжена за граф Ламберт I фон Глайхен и Берг. Роднина е на Хоенщауфените, на графовете на Лимбург, и на Конрад фон Хохщаден, архиепископ на Кьолн (1238 – 1261).
Улрих построява замък Нюрбург и основава линията „Аре-Нюрбург“.

## Фамилия
Първи брак: с жена с неизвестно име и има една дъщеря:
- Беатрикс фон Аре († 1247), омъжена за Герхард II фон Рандерат-Лидберг († 1247), внук на Харпер фон Рандерат

Втори брак: с Кунигунда († сл. 1158) и има децата:
- Герхард фон Нюрбург (* ок. 1163, † сл. 25 май 1216), граф на Аре, женен за Антигона († сл. 1213).
- Дитрих II фон Аре († 5 декември 1212), епископ на Утрехт (1197 – 1212).
- вер. Хайлвиг фон Аре-Хохщаден (* ок. 1142/1150, † 1196/1221), омъжена 1167 г. за Бернхард II фон Липе (ок. 1140 – 1224)